# عبدالله عمر (بازیکن فوتبال)
عبدالله عمر (انگلیسی: Abdullah Omar؛ زادهٔ ۱ ژانویهٔ ۱۹۸۷) یک بازیکن فوتبال اهل چاد است.
وی همچنین در تیم ملی فوتبال بحرین بازی کرده‌است.